# Philippe Sella
Pour les articles homonymes, voir Sella.

a Compétitions nationales et continentales officielles uniquement.

b Matchs officiels uniquement.
Philippe Sella, né le 14 février 1962 à Tonneins, est un joueur international français de rugby à XV, évoluant au poste de trois-quarts centre (plus rarement à l'aile – comme à son 1er tournoi –, ou arrière).
À la fois rapide, physique et technique, plaqueur émérite, considéré comme le meilleur trois-quarts centre du monde pendant presque une décennie, il est notamment le premier joueur de l'histoire du rugby mondial à totaliser cent sélections internationales.
Il est le père de Geoffrey Sella, joueur de rugby à XV professionnel évoluant au poste de trois-quarts centre.

## Biographie

### Carrière sportive

#### Débuts
Philippe Sella entre dans le rugby par le rugby à XIII jusqu'en benjamin à Clairac, petite commune de la vallée du Lot en Lot-et-Garonne distante de 4 km de son domicile familial et située à 40 km au nord d'Agen. Puis il passe au vieux club de rugby à XV de Clairac. Le stade municipal de Clairac, tant pour le rugby à XIII ou à XV que pour le football, est le stade de Vivens. Scolarisé au Lycée Technique d'Etat d'Agen, soit à 35 km du domicile familial à Bourran, il est alors sportivement orienté, tant par des dirigeants de Clairac XV que par des professeurs du Lycée technique d'Agen, vers le SU Agen rugby à XV.
Il commence sa carrière internationale contre la Roumanie le 31 octobre 1982. Durant sa longue carrière internationale, il aura eu l'occasion de jouer au centre en compagnie de Thierry Lacroix (24 matchs), Franck Mesnel (21), Denis Charvet (17) et Didier Codorniou et Marc Andrieu (16).
En 1983, il remporte les Jeux méditerranéens.

#### Tournois des V Nations
Lors du Tournoi des Cinq Nations 1986, il réalise un Grand Chelem personnel, celui des essais, ce qui n'a été réalisé que par très peu de joueurs.
En 1987, il réalise le Grand Chelem lors du Tournoi des Cinq Nations. Il sera le meilleur marqueur des éditions 1984 (avec Jérôme Gallion) et 1986. Il a par ailleurs été sélectionné dans le tournoi sans discontinuer de 1983 à 1995 (soit un total de 13 participations, record français absolu), le remportant en 1983 (contre l'Irlande), 1986 (contre l'Écosse), 1987, 1988 (contre le pays de Galles), 1989 et 1993.

#### Tournées et tests-matchs
Il a participé aux tournées en Nouvelle-Zélande en 1984, 1986, 1989 et 1994 (au cours de laquelle il devient le premier joueur de l'histoire du rugby mondial à totaliser cent sélections internationales), en Argentine en 1985, 1986 et 1988, en Australie en 1986 et 1990, aux États-Unis en 1991, en Afrique du Sud en 1993, et au Canada en 1994. Pendant les tournées 1986 et 1987, il réussit l'exploit de marquer 8 essais en 8 tests-matchs consécutifs, soit un par test (record français).
En 1994, lors d'un test-match contre le Canada, il s'est vu expulsé du terrain alors qu'il joue son 99e match sous le maillot bleu. L'arbitre l'ayant surpris à se battre contre un joueur adverse. La France perd le match 16-18 mais après visionnement vidéo, fait jusqu'ici unique dans les annales rugbystiques, cette tache sera effacée de sa carrière exemplaire et des excuses lui seront même présentées car il fut prouvé que l'arbitre de touche avait confondu Philippe Sella qui tentait de séparer deux belligérants.

#### Coupes du monde
Puis, il participe à la Coupe du monde de rugby 1987 qui se déroule conjointement en Nouvelle-Zélande et en Australie. Après une demi-finale gagnée contre les Wallabies grâce à l'un des plus beaux essais de l'histoire du rugby marqué par Serge Blanco, le XV de France échoue en finale contre les Blacks.

#### Avec les Barbarians
Le 23 novembre 1983, il est invité pour la première fois avec les Barbarians français pour jouer contre l'Australie à Toulon. Les Baa-Baas s'inclinent 21 à 23. L'année suivante, le 1er septembre 1984, il joue de nouveau avec les Barbarians français contre les Harlequins au Stade de Twickenham. Les Baa-Baas l'emportent 42 à 20.
Il revient avec les Barbarians cinq ans plus tard. Le 22 octobre 1989, il est sélectionné pour jouer contre les Fidji à Bordeaux. Les Baa-Baas s'inclinent 16 à 32. Le 31 octobre 1992, il joue de nouveau avec les Baa-Baas contre l'Afrique du Sud à Lille. Les Baa-Baas s'imposent 25 à 20.
Le 6 septembre 1994, il joue de nouveau avec les Barbarians français contre les Barbarians au Stade Charlety à Paris. Les Baa-Baas s'imposent 35 à 18. Le 23 novembre 1996, il retrouve le maillot des Barbarians français contre l'Afrique du Sud à Brive. Les Baa-Baas s'imposent 30 à 22.

#### Retraite sportive
Après la Coupe du monde de rugby 1995, il prend sa retraite internationale. Longtemps fidèle au club de ses débuts, le SU Agen, il finit néanmoins sa carrière dans le club anglais des Saracens de Londres, où il remporte la coupe d'Angleterre en 1998.

### Distinctions
Il obtient l'Oscar du Midi olympique (meilleur joueur français du championnat) en 1986 et 1987 (terminant second en 1994), et a en outre été désigné une fois Meilleur joueur européen (Pat Marshall Award) par la presse britannique spécialisée (au sein du Rugby Union Writers Club, club créé en 1961).
De 2001 à 2003, il a donné son nom à un Trophée d'été sur invitation de clubs, organisé par le SU Agen.
Il a obtenu le Prix de la ville de Paris de l'Académie des sports en 1995 (et la médaille de l'Académie en 1986).
Il est élu au Temple international de la renommée du rugby depuis 1999 et au Temple de la renommée IRB depuis 2008.

### Postérité
Ancien centre de l'Équipe de France de rugby à XV, il totalise 111 sélections sous le maillot français, 2e joueur le plus capé de l'histoire du rugby français (dont 4 capitanats) après Fabien Pelous. Il est aussi devancé au niveau international européen par l'Anglais Jason Leonard (114), depuis 2005 par l'Australien George Gregan (139, le 6/10/2007 - 1er sélectionné mondial), et depuis 2012 par l'Irlandais Brian O'Driscoll (124).
Il est le joueur français ayant joué le plus de matches dans le tournoi avec 50 matches. Seul l'Irlandais Mike Gibson le devance avec 56 matches.
De 1982 à 1987, il a disputé 45 matches consécutifs avec l'équipe de France, seulement dépassé en cela par Roland Bertranne (avec 46).
Le journaliste sportif et écrivain Richard Escot a publié à son sujet l'ouvrage Sella : l'or du rugby, éd. Solar, 1995.

### Reconversion
De 1998 à 2012, il commente les matches de rugby sur Canal+. Il commente 2 coupes du monde et 13 finales de championnat de France. Il commentait généralement avec Éric Bayle.
Il assure la version française des commentaires des jeux vidéo Rugby 08 et Rugby World Cup 2011 avec Éric Bayle.
Il dirige, également une société de communication Sella Communication spécialisée dans l'événementiel lié au monde du sport.
Il a par ailleurs lancé sa ligne de vêtement rugby haut de gamme, la marque 111, représentée sous la forme d'un ballon ovale, le 111 en guise de lacets.
De 2009 à 2011, il est le manager de l'équipe de France des moins de 20 ans. En 2012, il revient au SU Agen pour prendre le poste de directeur sportif.

### Affaires
En 2017, Philippe Sella est cité dans l'émission télévisuelle Cash Impact, revenant sur les suites de l'émission Cash Investigation, pour sa mise en cause dans l'enquête sur l'évasion fiscale des Panama Papers, en lien avec sa société Sella Communication, qui aurait permis la dissimulation d'un compte en Suisse entre 1998 et 2012.
En mars 2018, il conclut avec la justice une procédure de « comparution sur reconnaissance préalable de culpabilité ». Il est condamné à trois mois de prison avec sursis et à une amende de 15 000 euros – en sus un redressement fiscal infligé par Bercy.

## Statistiques

### Tournoi des Cinq Nations
| Édition           | Rang | Résultats France | Résultats Sella | Matchs Sella |
| ----------------- | ---- | ---------------- | --------------- | ------------ |
| Cinq Nations 1983 | 1    | 3 v, 0 n, 1 d    | 3 v, 0 n, 1 d   | 4/4          |
| Cinq Nations 1984 | 2    | 3 v, 0 n, 1 d    | 3 v, 0 n, 1 d   | 4/4          |
| Cinq Nations 1985 | 2    | 2 v, 2 n, 0 d    | 2 v, 2 n, 0 d   | 4/4          |
| Cinq Nations 1986 | 1    | 3 v, 0 n, 1 d    | 3 v, 0 n, 1 d   | 4/4          |
| Cinq Nations 1987 | 1    | 4 v, 0 n, 0 d    | 4 v, 0 n, 0 d   | 4/4          |
| Cinq Nations 1988 | 1    | 3 v, 0 n, 1 d    | 3 v, 0 n, 1 d   | 4/4          |
| Cinq Nations 1989 | 1    | 3 v, 0 n, 1 d    | 3 v, 0 n, 1 d   | 4/4          |
| Cinq Nations 1990 | 3    | 2 v, 0 n, 2 d    | 2 v, 0 n, 2 d   | 4/4          |
| Cinq Nations 1991 | 2    | 3 v, 0 n, 1 d    | 1 v, 0 n, 1 d   | 2/4          |
| Cinq Nations 1992 | 2    | 2 v, 0 n, 2 d    | 2 v, 0 n, 2 d   | 4/4          |
| Cinq Nations 1993 | 1    | 3 v, 0 n, 1 d    | 3 v, 0 n, 1 d   | 4/4          |
| Cinq Nations 1994 | 3    | 2 v, 0 n, 2 d    | 2 v, 0 n, 2 d   | 4/4          |
| Cinq Nations 1995 | 3    | 2 v, 0 n, 2 d    | 2 v, 0 n, 2 d   | 4/4          |

Légende : v = victoire ; n = match nul ; d = défaite ; la ligne est en gras quand il y a Grand Chelem.

### Coupe du monde
| Édition                            | Rang               | Résultats France | Résultats Sella | Matchs Sella |
| ---------------------------------- | ------------------ | ---------------- | --------------- | ------------ |
| Nouvelle-Zélande et Australie 1987 | Finaliste          | 4 v, 1 n, 1 d    | 4 v, 1 n, 1 d   | 6/6          |
| Royaume-Uni 1991                   | Quart-de-finaliste | 3 v, 0 n, 1 d    | 2 v, 0 n, 1 d   | 3/4          |
| Afrique du Sud 1995                | Troisième          | 5 v, 0 n, 1 d    | 4 v, 0 n, 1 d   | 5/6          |

Légende : v = victoire ; n = match nul ; d = défaite.

## Palmarès

### En club
Avec le SU Agen
- Champion de France de première division :
  - Champion (2) : 1982 et 1988
  - Vice-champion (3) : 1984, 1986 et 1990
  - Demi-finaliste (4) : 1983, 1987, 1989 et 1993
- Challenge Yves du Manoir :
  - Vainqueur (2) : 1983 et 1992
  - Finaliste (1) : 1987
  - Demi-finaliste (2) : 1984 et 1990

Avec les Saracens
- Coupe d'Angleterre :
  - Vainqueur (1) : 1998

### En équipe nationale
- Finaliste de la Coupe du monde de rugby 1987
- Troisième de la Coupe du monde de rugby 1995
- Participation aux coupes du monde 1987, 1991 et 1995
- Grand Chelem en 1987
- Vainqueur du tournoi en 1983 (ex æquo avec l'Irlande), 1986 (ex æquo avec l'Écosse), 1987 (Grand Chelem), 1988 (ex æquo avec le pays de Galles), 1989 et 1993
- 111 sélections en équipe de France entre 1982 et 1995, dont 3 fois comme capitaine
- 104 sélections comme trois-quarts centre de 1982 à 1995 : il est ainsi le joueur le plus capé à ce poste au niveau mondial
- 30 essais en équipe de France, ce qui le place quatrième, derrière Serge Blanco (38), Philippe Saint-André (32) et Vincent Clerc (32). Avec 14 essais[13], il est en revanche le meilleur marqueur français en Tournoi des Cinq ou Six Nations à égalité avec Serge Blanco, devant Christian Darrouy (13) et Philippe Saint-André (13)
- 50 participations à un match du tournoi (2°)

### Entraîneur
- Grand Chelem dans le Tournoi des Six Nations des moins de 20 ans 2009

## Décorations
- Chevalier de l'ordre national du Mérite (décret du 14 mai 1994)[14]
- Chevalier de la Légion d'honneur (décret du 13 juillet 2015)[15]